# Slaver

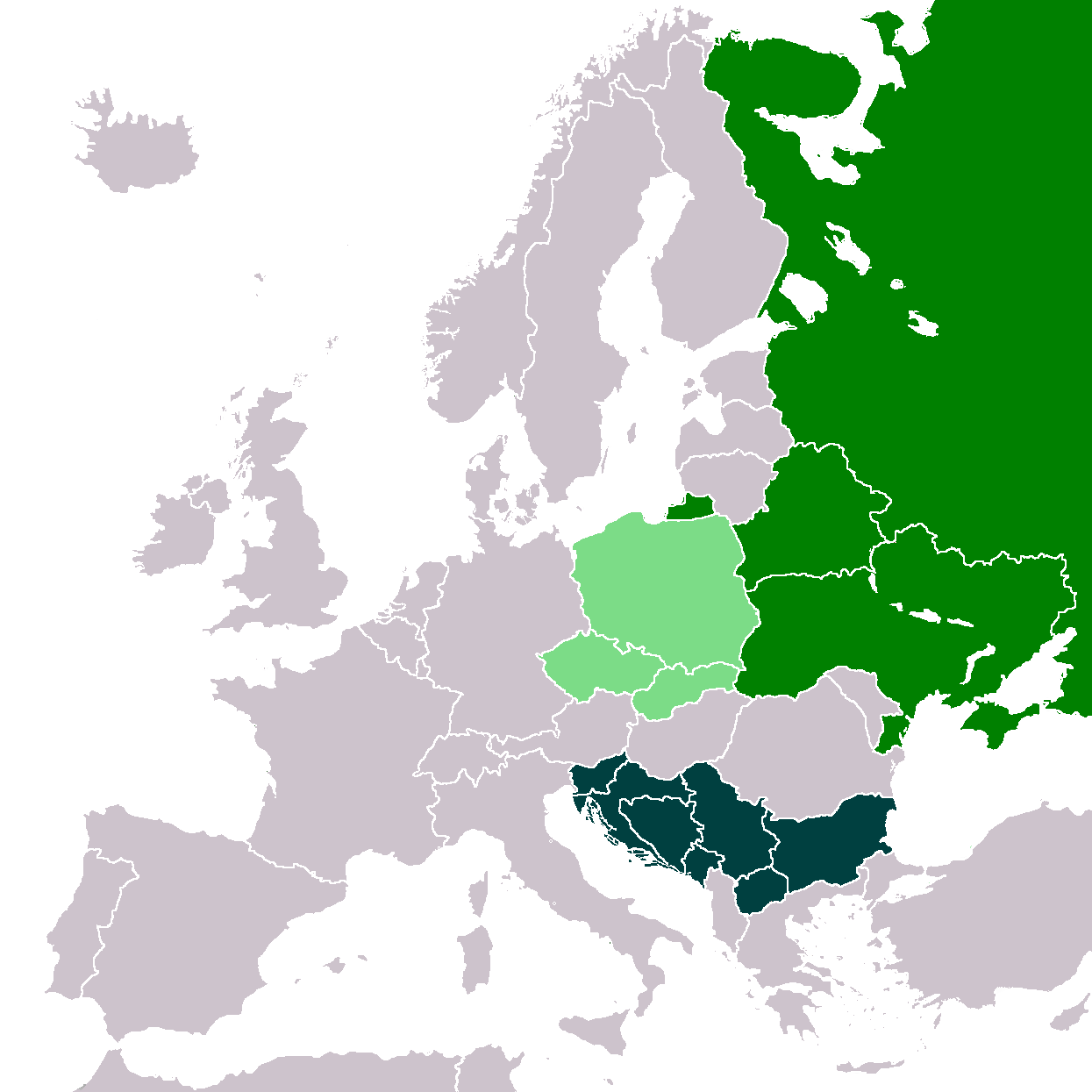
Stater med slaviska språk som nationella språk:
västslaviska
östslaviska
sydslaviska

Slaver är en etnolingvistisk grupp som talar olika men besläktade slaviska språk som i sin tur ingår i den baltoslaviska språkgruppen och är del av den större indoeuropeiska språkfamiljen. Slaverna (de slavisktalande folkgrupperna) är sett till folkmängden Europas största etnolingvistiska grupp. Deras geografiska hemvist är Eurasien och det slavisktalande språk- och kulturområdet sträcker sig över två världsdelar – från centrala-, östra- och sydöstra Europa till Nordasien.

## Etymologi
Benämningen 'slaver' är ett samlingsnamn på folkgrupper som talar 'slaviska' språk, och som alla tillhör den tänkta gruppen indo-europeiska folk. Om slaver historiskt har varit en kulturellt enhetlig grupp råder det konkurrerande teorier om, men på språkvetenskaplig grund kan de slaviska språkens uppkomst förläggas till ett område nordost om Karpaterna. Benämningen är besläktat med det slaviska ordet 'slovo' som betyder 'ord' eller 'tal', det vill säga 'de som talar (ett begripligt) språk'. Möjligtvis härrör det från det slaviska ordet 'slava' (ära) eller den slaviska benämningen 'slověnci' ('de ärbara', 'de berömda' eller 'de beryktade'). Jämförelsevis benämns tyskar som 'nemci' på flera slaviska språk. Denna benämning kommer från det slaviska ordet 'nem' som betyder 'stum', det vill säga de som inte kan tala (ett begripligt språk).

## Folkgrupper och indelning
De moderna slaviskatalande folkgrupperna delas vanligtvis in i de tre undergrupperna sydslaver, västslaver och östslaver.
| Undergrupp | Folkgrupper                                                               |
| ---------- | ------------------------------------------------------------------------- |
| Sydslaver  | bosniaker, bulgarer, kroater, makedonier, montenegriner, serber, slovener |
| Västslaver | kasjuber, polacker, slovaker, sorber, tjecker                             |
| Östslaver  | belarusier, ryssar, ukrainare                                             |

## Det slaviska ursprunget
Den ukrainske arkeologen Vykentyi V. Khvoika (1850–1914) kopplade det slaviska ursprunget till Tripoljekulturen för cirka 4.000 år f.Kr. Därefter spred sig flera slaviska kulturer i generation efter generation, däribland Chernyakhovkulturen och Penkovkakulturen.
Kievriket var en stat med slavisktalande befolkning.

## Bilder

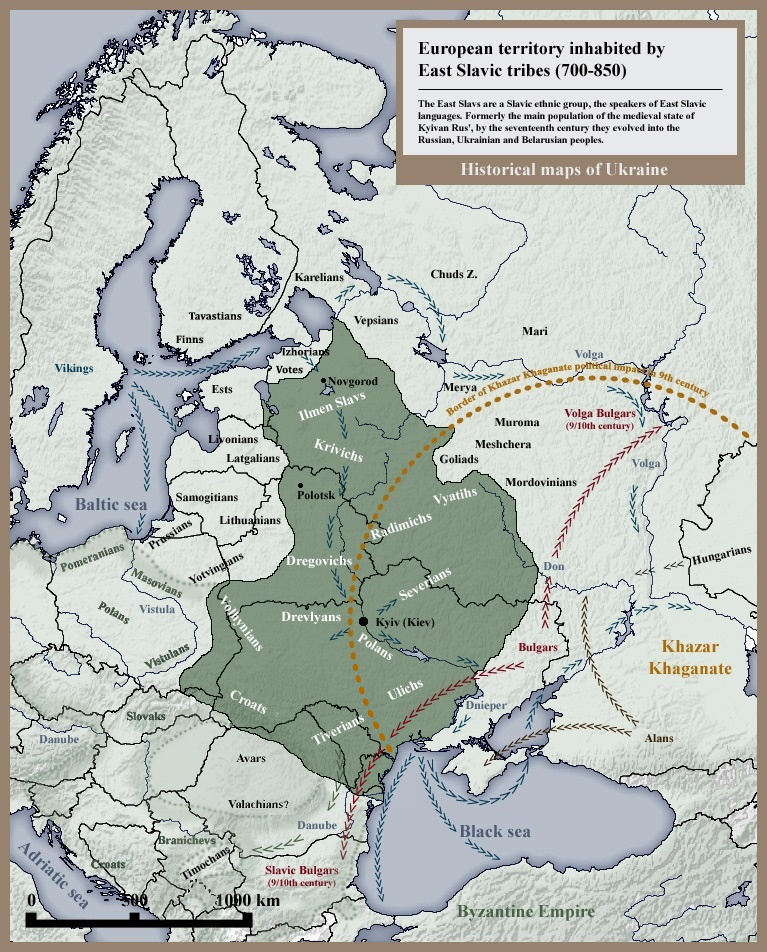
Utbredningsområdet (700- och 800-talen)
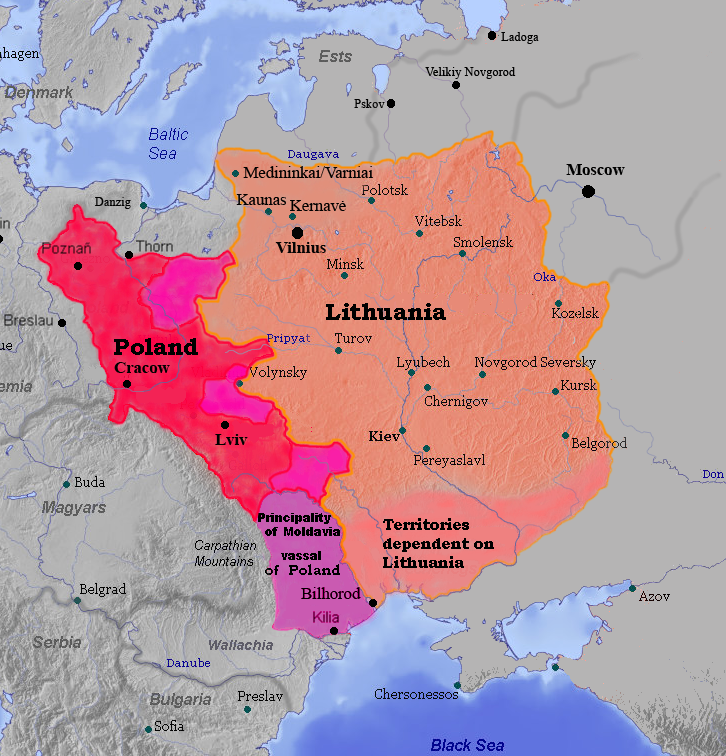
Polsk-litauiska samväldet
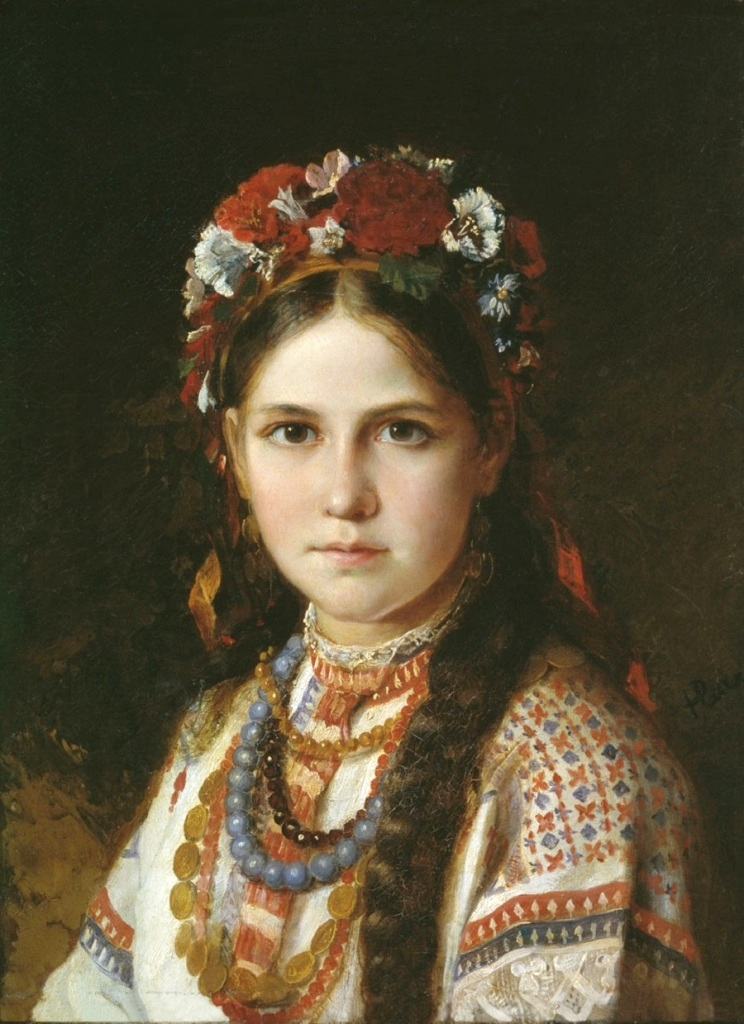
En flicka i en nationell slavisk dräkt. Nikolaj Ratjkov